# Shadowboxer
Pour plus de détails, voir Fiche technique et Distribution.
Shadowboxer est un film américain réalisé par Lee Daniels, sorti en 2005.

## Synopsis
Mikey et Rose sont amoureux malgré la différence d'âge et la couleur de peau, ils sont aussi d'impitoyables tueurs à gages. Rose est malade atteinte d'un cancer incurable. Lors de son dernier contrat, elle refuse de tuer une femme enceinte (Vickie, la femme de Clayton, un parrain de la mafia). Ils protègent la femme et l'enfant (Anthony) pendant sept années, (entre-temps Mikey mettra fin aux souffrances de Rose) jusqu'à ce que Clayton découvre le pot aux roses. Celui-ci piège Mikey qui se retrouve au milieu des tueurs avec Vickie et l'enfant qui sont aussi capturé. Mikey aura un doigt sectionné au couteau électrique par Clayton mais son expérience de la boxe lui permettra de rétablir la situation (avec l'aide in extrémis d'Anthony).

## Fiche technique

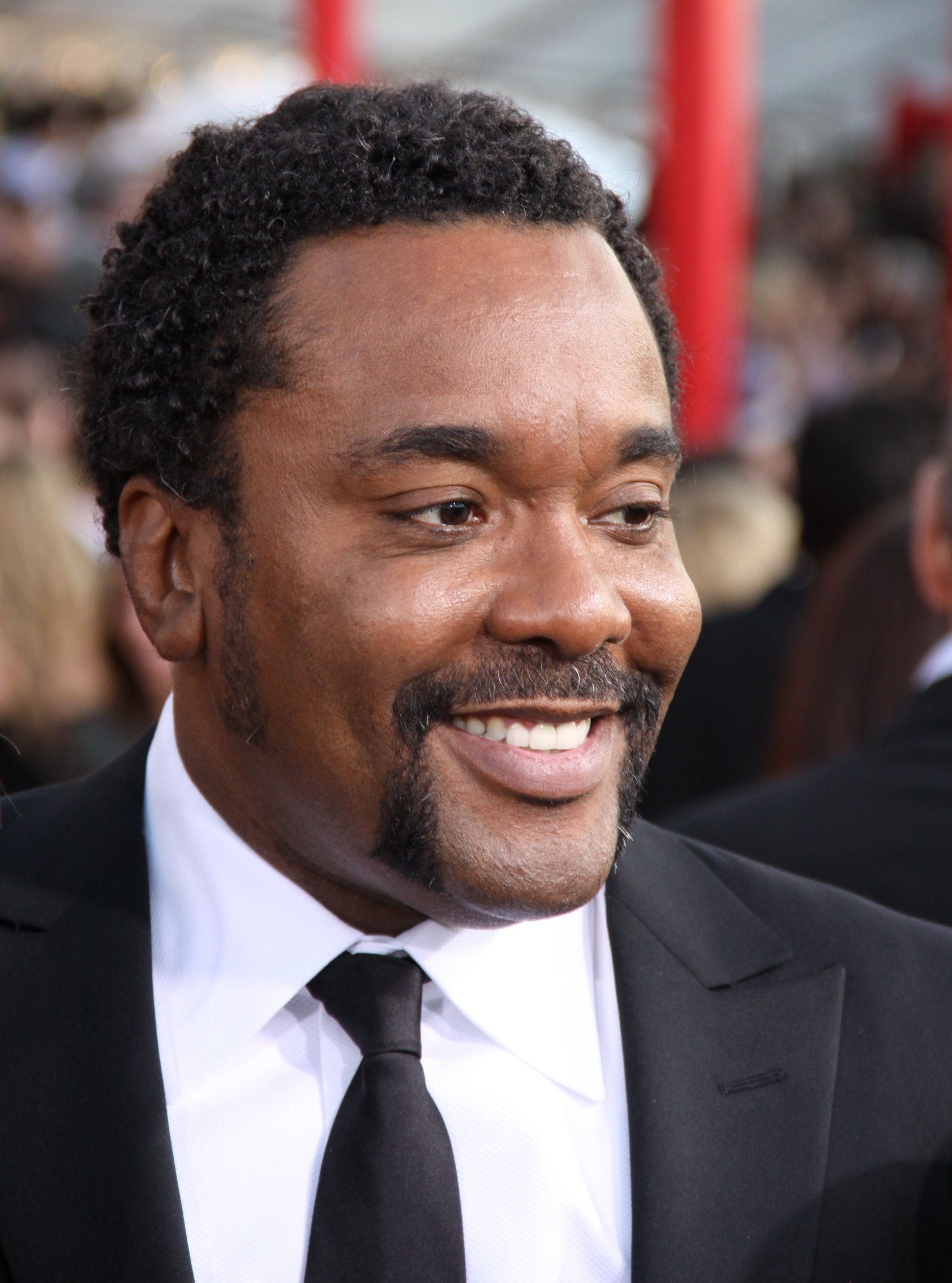
Lee Daniels, réalisateur du film

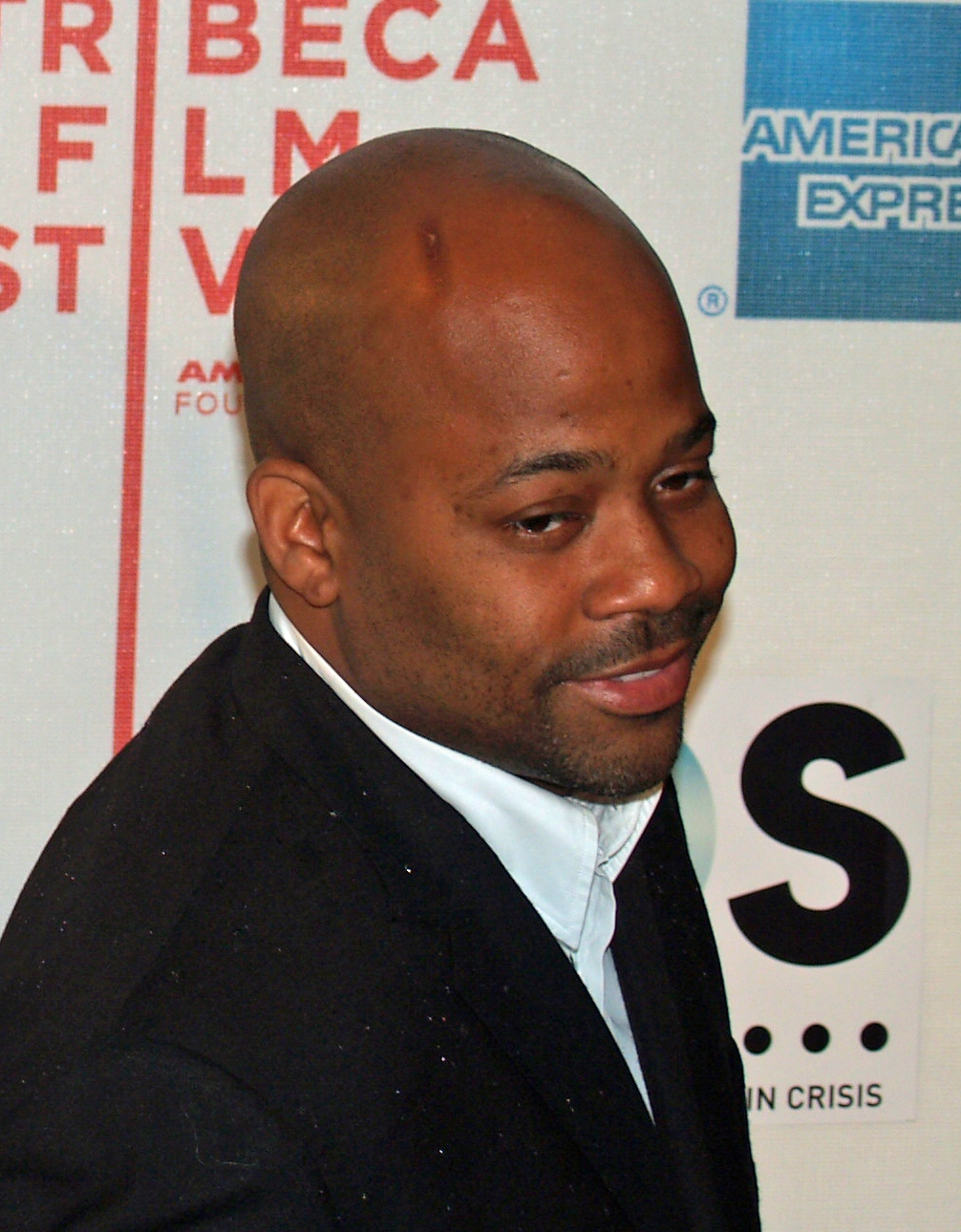
Damon Dash, l'un des producteurs du film

Source principale de la fiche technique :
- Titre original : Shadowboxer
- Réalisation : Lee Daniels
- Scénario : William Lipz
- Direction artistique : Tim Galvin
- Musique : Mario Grigorov
- Décors : Steve Saklad
- Costumes : Teresa Binder
- Photographie : M. David Mullen (en)
- Montage : William Chang, Brian A. Kates
- Production : Lisa Cortes, Lee Daniels, Damon Dash, Brook Lenfest et Dave Robinson
  - Coproduction : Valerie Hoffman et Simone Sheffield
  - production associée : Thomas Fatone, Chase Lenfest et Doreen S. Oliver-Akinnuoye
  - Production déléguée : Dawn Lenfest et Tucker Tooley
  - Coproduction déléguée : Marvet Britto et Sharon Pinkenson
- Société de production : Teton Films, Lee Daniels Entertainment
- Distribution :
  -  États-Unis : Freestyle Releasing au cinéma, Codeblack Entertainment en DVD
  -  France : Acteurs Auteurs Associés
- Budget :
- Dates de tournage : du 21 mai 2004 au 1er juillet 2004, principalement en Pennsylvanie
- Pays :  États-Unis
- Format : Couleur - Son : Stéréo - 2,35:1 - Format 35 mm
- Genre : Action, drame et thriller
- Durée : 93 minutes
- Dates de sortie :
  -  Canada : 9 septembre 2005 (au festival international du film de Toronto)
  -  États-Unis : 21 juillet 2006 (en sortie limitée dans six villes : New York, Los Angeles, Baltimore, Washington, D.C., Philadelphie et Richmond)

## Distribution
Source principale de la distribution :
- Cuba Gooding Jr. : Mikey
- Helen Mirren : Rose
- Vanessa Ferlito : Vicki
- Macy Gray : Neisha
- Joseph Gordon-Levitt : Dr. Don
- Mo'Nique : Precious
- Stephen Dorff : Clayton Mayfield
- Matt Higgins : Eddie
- Tom Pasch : Andrew
- Ryan Eric Speise : Anthony (à l'âge de trois ans)
- Cullen Flynn Clancy : Anthony (à l'âge de sept ans)
- Marilyn Yoblick : Real Estate Agent
- Darnell Williams : père de Mikey
- Marvina Vinique : mère de Mikey

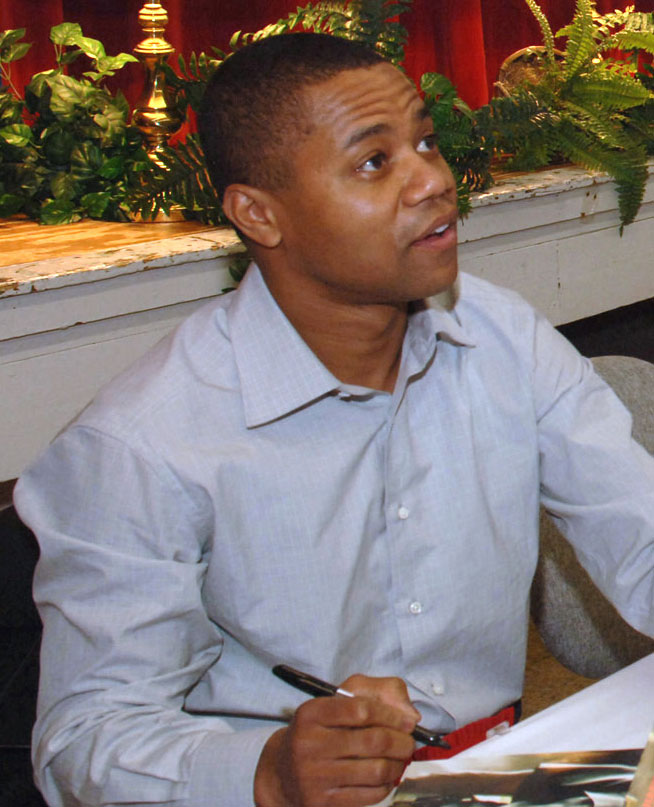
Cuba Gooding Jr. dans le rôle de Mikey
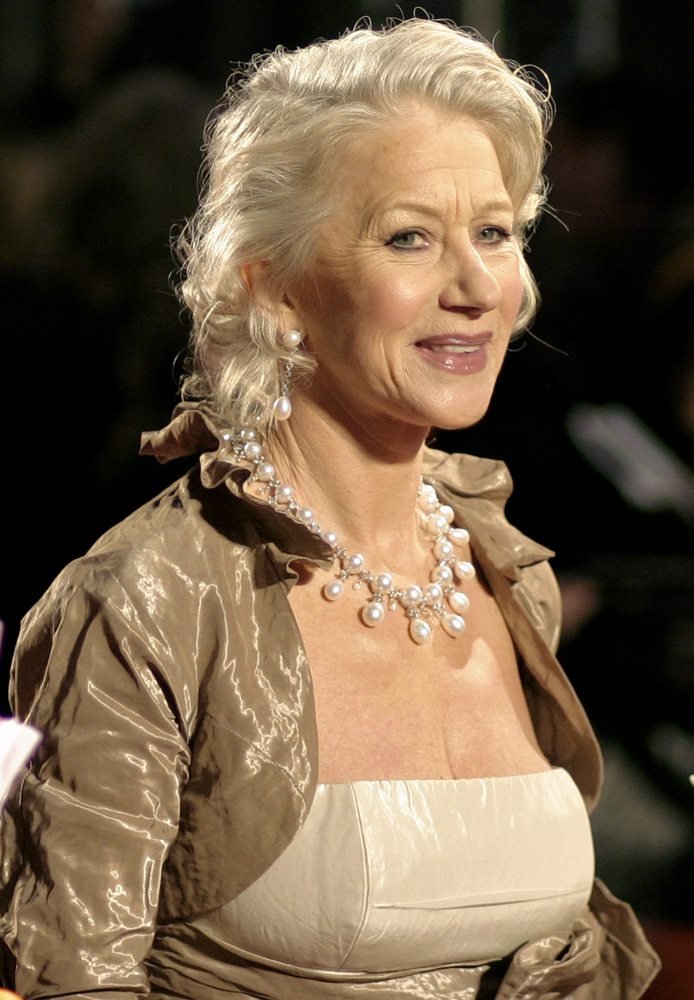
Helen Mirren dans le rôle de Rose
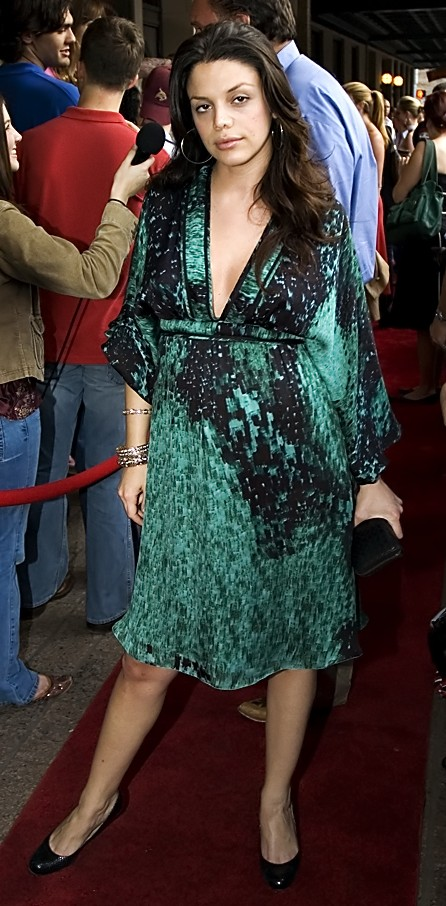
Vanessa Ferlito dans le rôle de Vicki
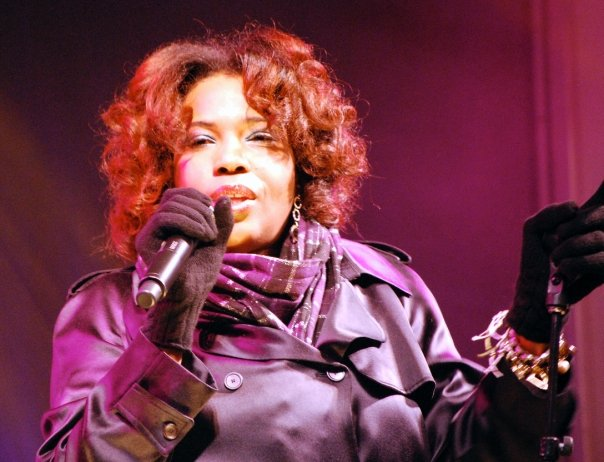
Macy Gray dans le rôle Neisha
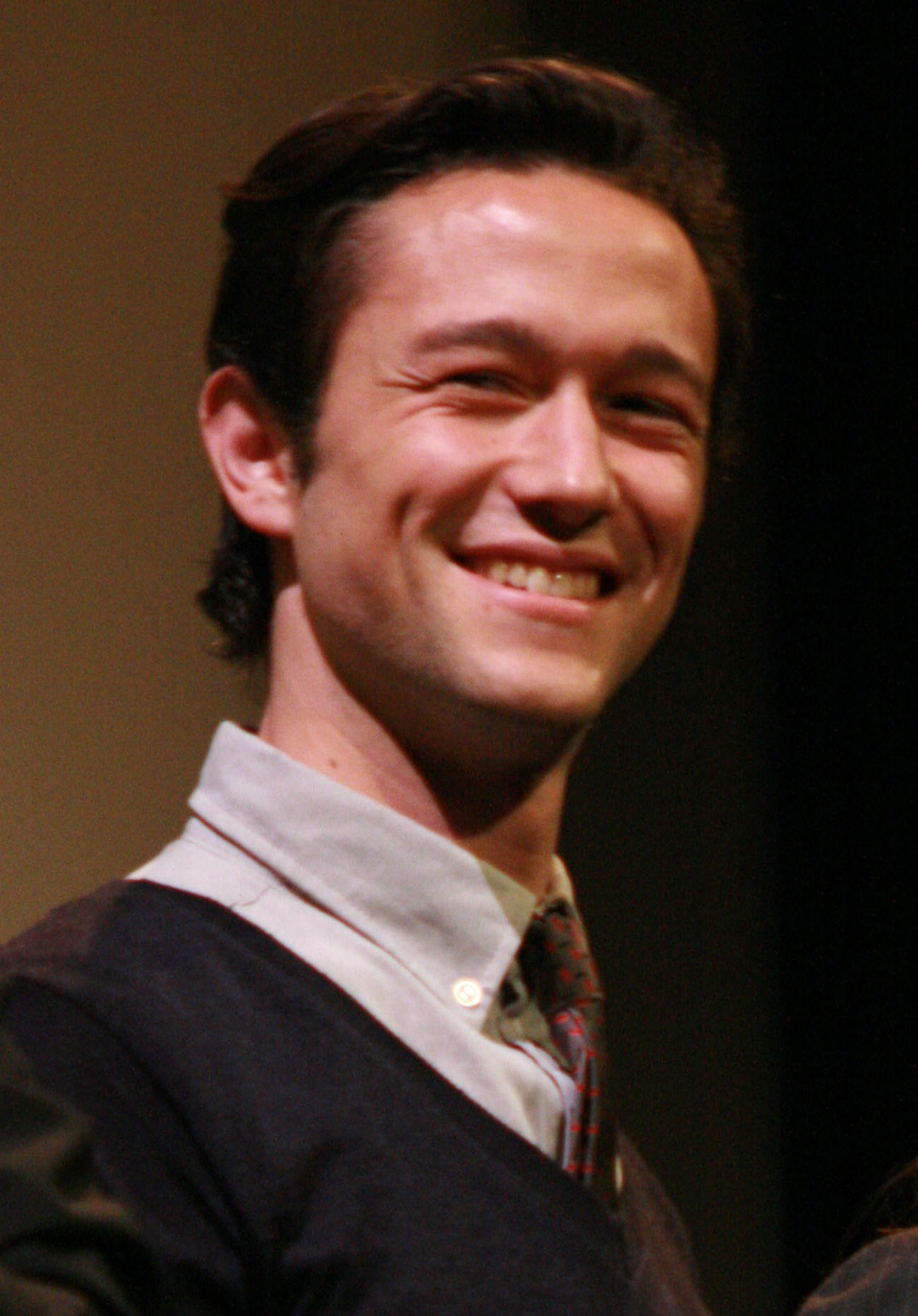
Joseph Gordon-Levitt dans le rôle du Dr. Don
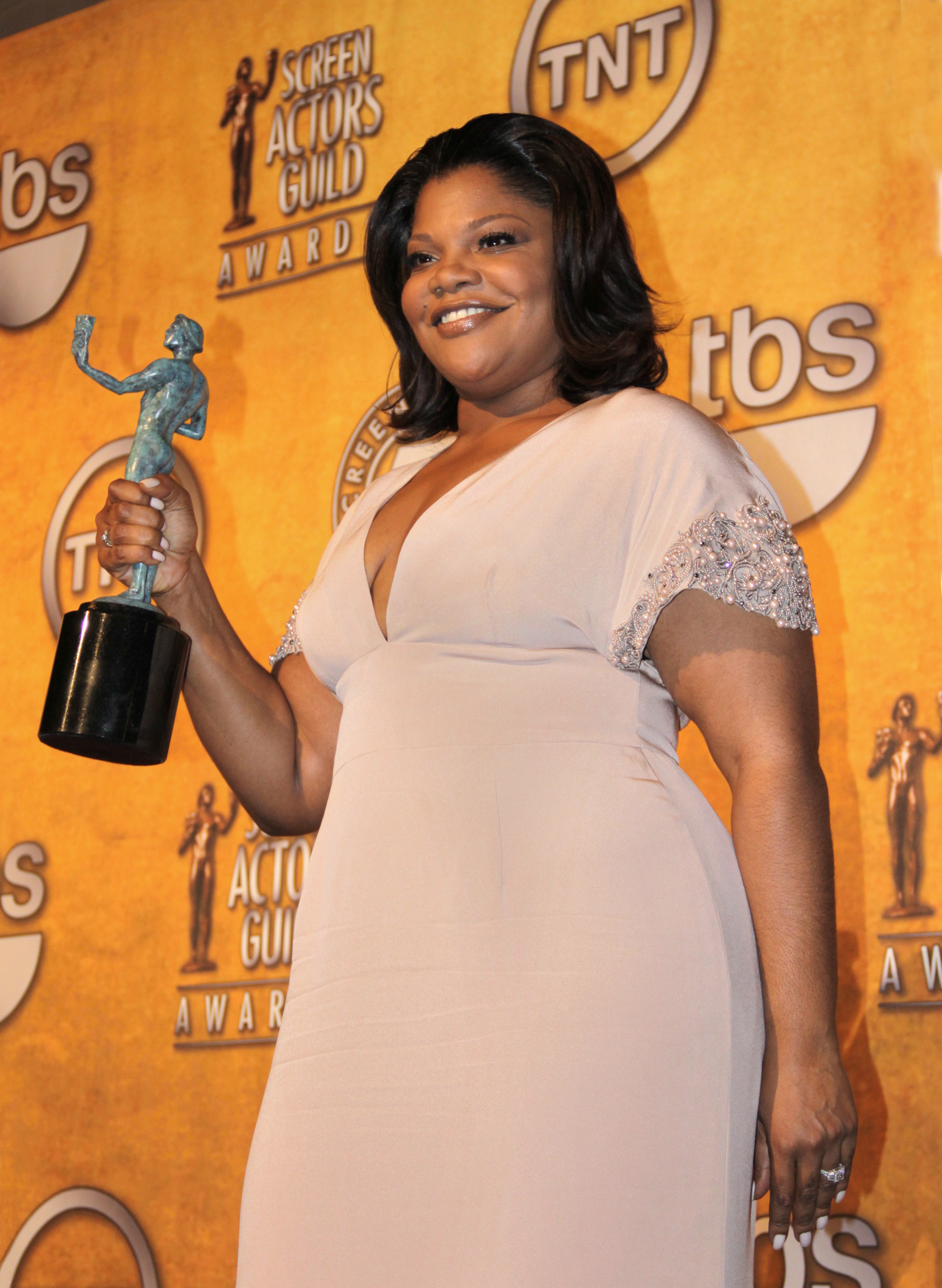
Mo'Nique dans le rôle de Precious

## Distinction
Source principale des distinctions :

### Nomination
- 2006 : nommé aux Black Movie Awards pour la meilleure performance d'acteur dans un premier rôle pour Cuba Gooding Jr.